# Marco-Polo-Programm
Das Marco-Polo-Programm (benannt nach dem mittelalterlichen Händler Marco Polo) der Europäischen Union sollte die Verkehrsverlagerung für Fracht von der Straße auf Schiene und Schiffe fördern und so u. a. die europäischen Straßen entlasten. In zwei Programmphasen wurden konkrete Verkehrsverlagerungen (z. B. von der Straße auf die Schiene) aber auch Maßnahmen zur Vermeidung von Straßengüterverkehr kofinanziert.
Das erste Programm wurde 2003 aufgelegt und lief bis 2006, das zweite von 2007 bis 2013 unter der Führung der Exekutivagentur für Wettbewerbsfähigkeit und Innovation (EACI; später Exekutivagentur für kleine und mittlere Unternehmen, EASME). Das Budget für Marco Polo II betrug etwa 450 Mio. Euro. Die Förderaufgaben wurden danach in den TEN-V-Leitlinien weitergeführt und über die Connecting Europe Facility (Infrastruktur) bzw. Horizont 2020 (Forschung) finanziert. Die Abwicklung des Programms wurde 2014 der neuen Exekutivagentur für Innovation und Netze (INEA) übertragen.